# Hannappes
Hannappes ist eine französische Gemeinde mit 134 Einwohnern (Stand 1. Januar 2022) im Département Ardennes in der Region Grand Est (vor 2016 Champagne-Ardenne). Sie gehört zum Arrondissement Charleville-Mézières, zum Kanton Signy-l’Abbaye und zum Gemeindeverband Ardennes Thiérache.

## Geographie
Die Gemeinde liegt im 2011 gegründeten Regionalen Naturpark Ardennen. Sie wird vom Fluss Ton durchflossen, in den hier der Zufluss Aube einmündet. Umgeben wird Hannappes von den Nachbargemeinden Bossus-lès-Rumigny im Norden, Rumigny im Osten, Blanchefosse-et-Bay im Süden, Mont-Saint-Jean im Südwesten sowie Logny-lès-Aubenton im Westen.

## Bevölkerungsentwicklung
| Jahr                       | 1962 | 1968 | 1975 | 1982 | 1990 | 1999 | 2007 | 2013 | 2019 |
| Einwohner                  | 257  | 219  | 210  | 211  | 186  | 155  | 157  | 151  | 137  |
| Quellen: Cassini und INSEE |      |      |      |      |      |      |      |      |      |

## Sehenswürdigkeiten
- Wehrkirche Saint-Jean-Baptiste, erbaut im 13. Jahrhundert, Monument historique[1]
- Alte Weizenmühle, 1148 erstmals erwähnt[2]

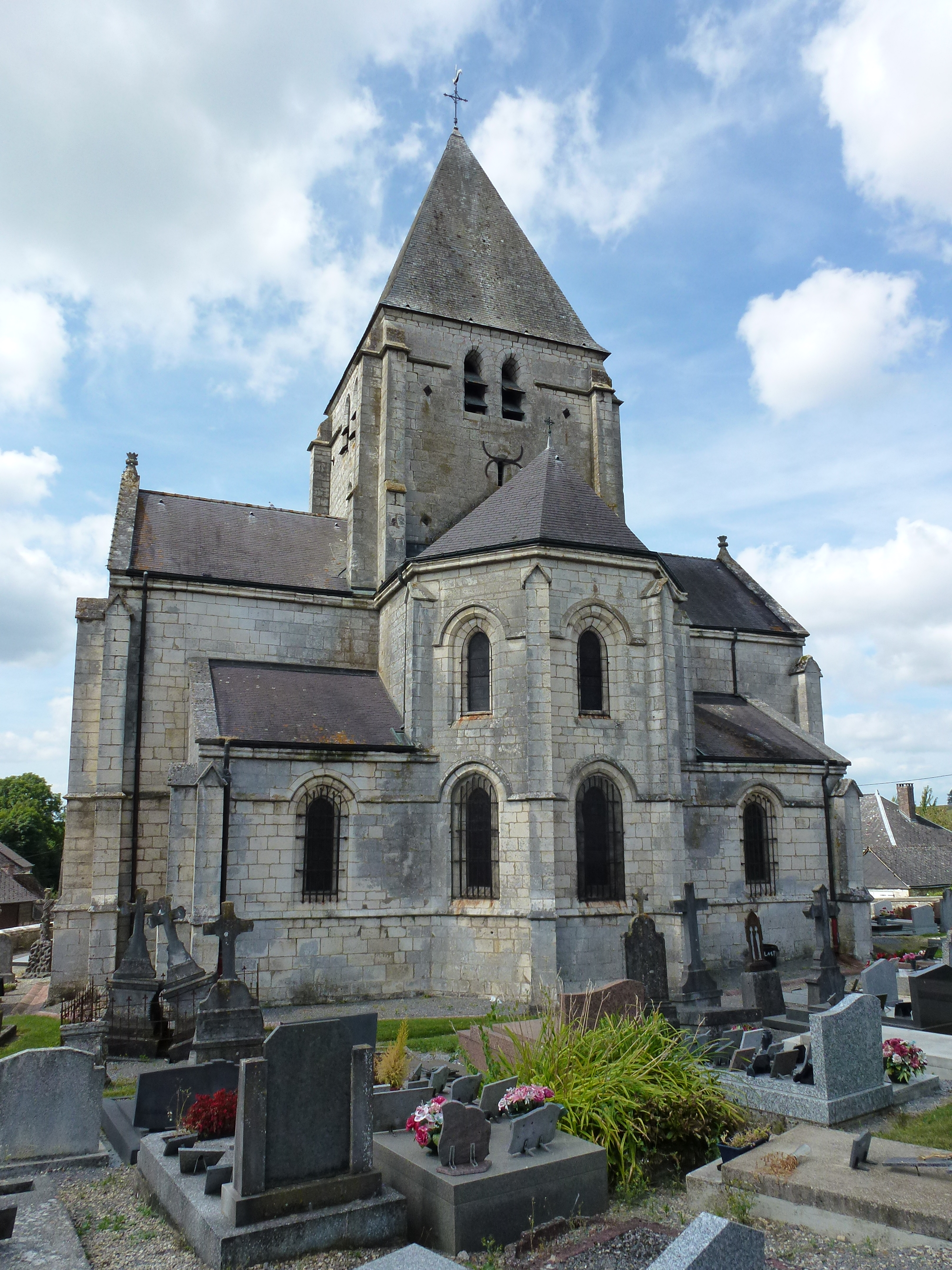
Kirche Saint-Jean-Baptiste
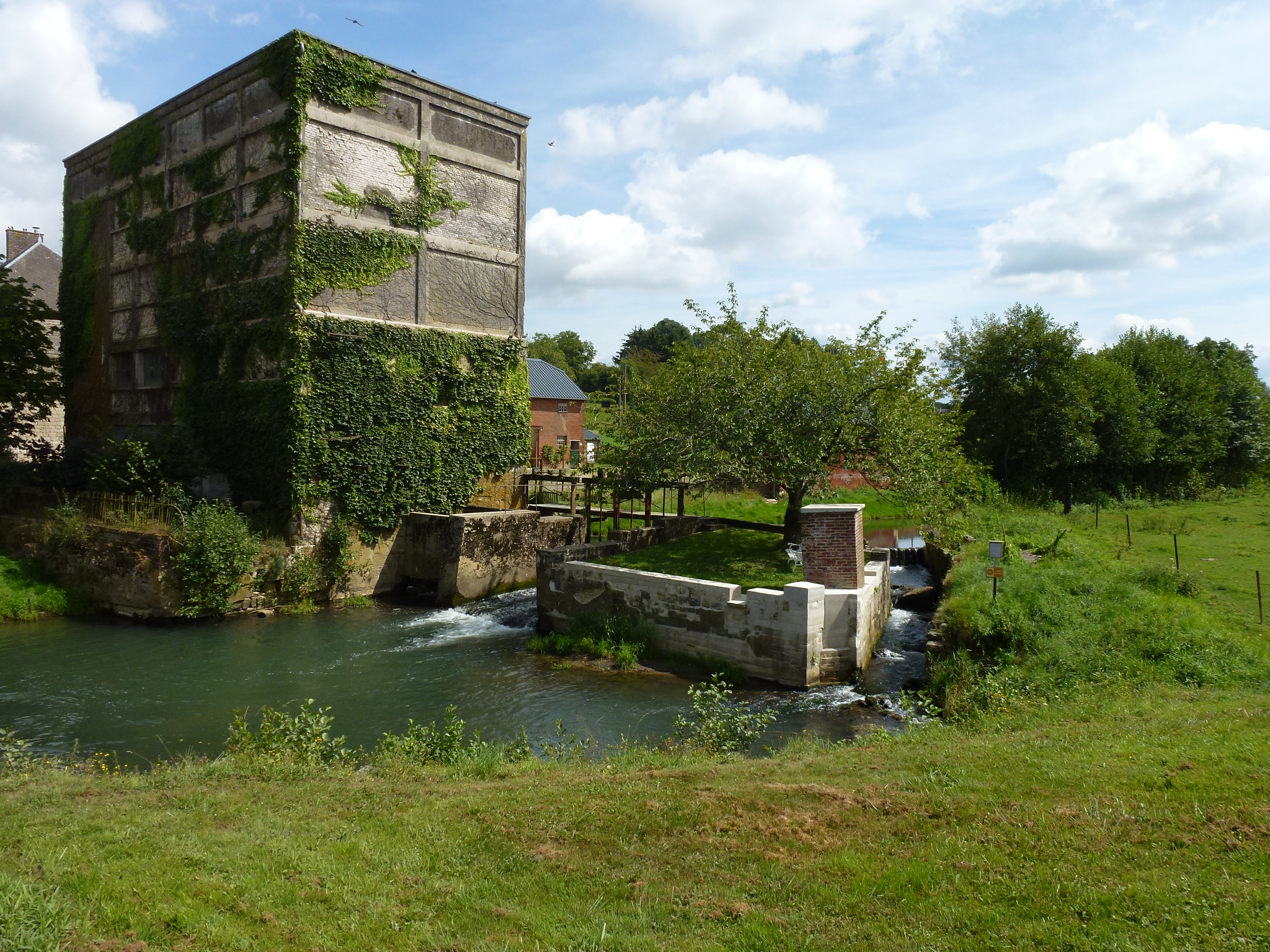
Weizenmühle am Ton
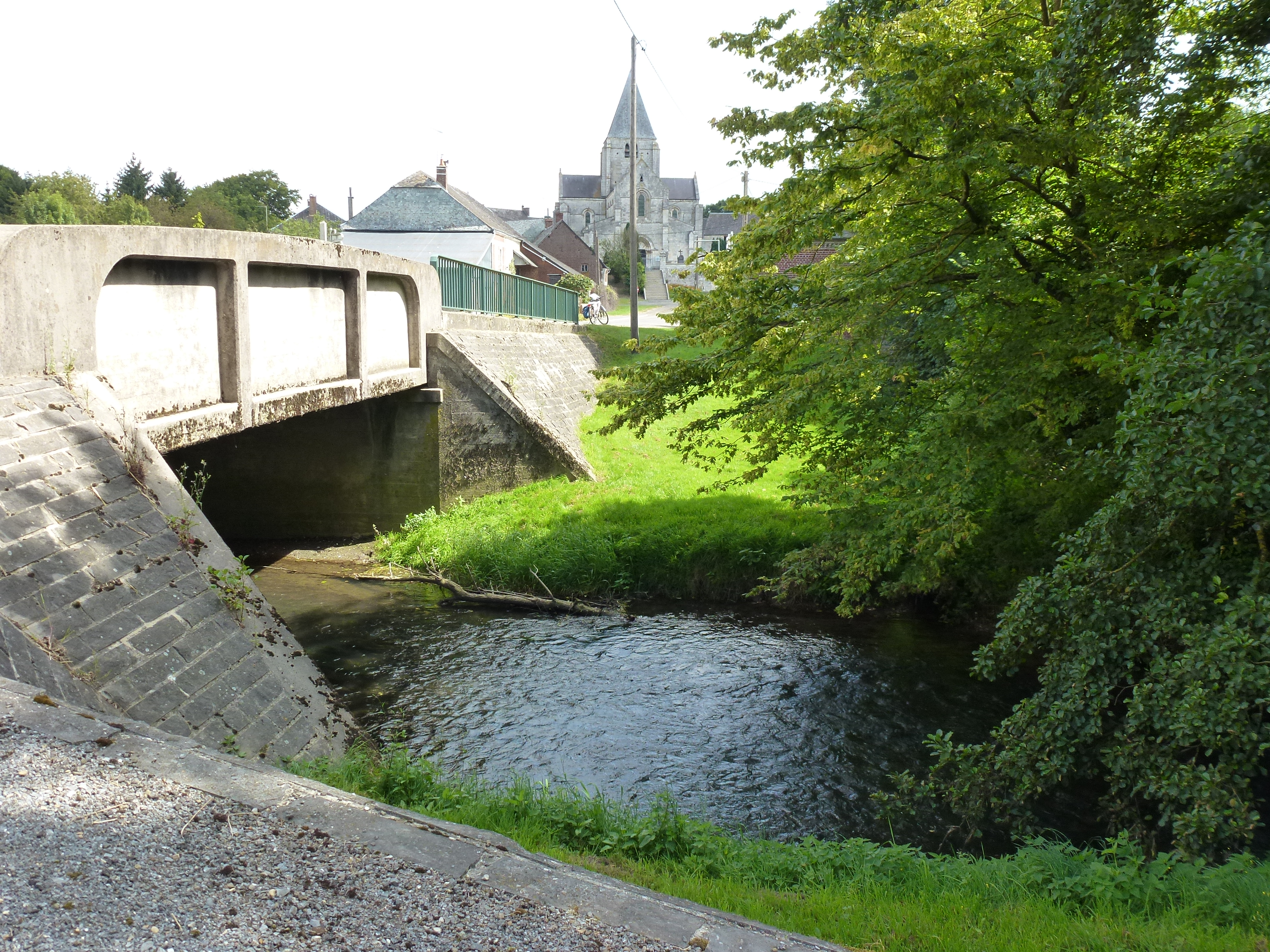
Blick von der Aubebrücke zur Kirche